# Liv Steen
Liv Steen, född 8 december 1956, är en norsk skådespelare.
Hon har varit anställd vid bland andra Nordland Teater, Hålogaland Teater och Nationaltheatret. Vid den sistnämnda har hon spelat stora roller, som till exempel titelrollen i Carmen 1991. Hon gjorde filmdebut i Landstrykere 1989, och spelade rollen som Monica Ahlsen i TV-serien Vestavind åren 1994–1995.

## Filmografi
Efter Internet Movie Database:
- 1989 – Landstrykere
- 1994 – Vestavind (TV-serie)
- 1996 – Hamsun
- 1998 – Avsändare: anonym
- 2005 – Drømmefangeren (miniserie)